# Naučná stezka Lysohorský bestiář
Naučná stezka Lysohorský bestiář, nazývaná také Naučná stezka Lysá hora – Lysohorský bestiář, je naučná stezka, která se nachází ve svazích Lysé hory na katastru obcí Ostravice a Malenovice v okrese Frýdek-Místek v Moravskoslezském kraji.

## Popis a historie stezky
Stezka začíná v Ostravici u turistického rozcestníku Ostravice - železniční stanice. Dále vede po mostu přes řeku Ostravici po svazích Lysé hory až k turistickému rozcestníku Lukšinec, kde se trasa rozdvojuje. Odtud lze pokračovat buď nahoru kolem Památníku lysohorským obětem až na vrchol Lysé hory, nebo pokračovat dolů přes přírodní památku Ondrášovy díry, turistické rozcestníky Pod Lukšincem a Satina - u korýtka, kde je studánka U korýtka, a dále kolem přírodní památky Vodopády Satiny až k turistickému rozcestníku Malenovice - Satina, bus, kde naučná stezka končí. Délka stezky, která byla postavena v roce 2016, je uváděna 11 nebo 16,5 km. Stezka vznikla také jako rekonstrukce naučné stezky Lysá hora z roku 2012.

## Další informace
Stezka je celoročně volně přístupná.

## Galerie

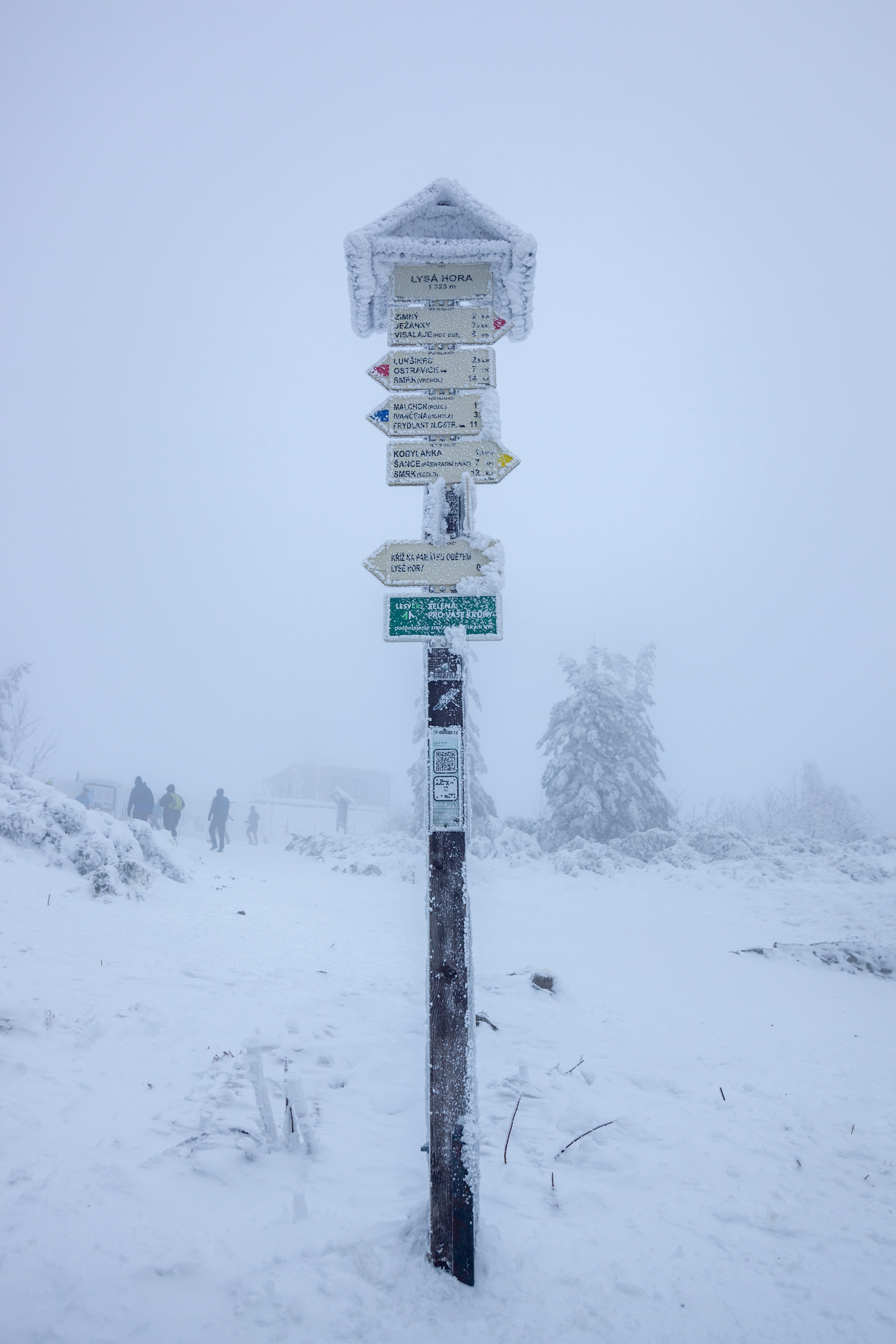
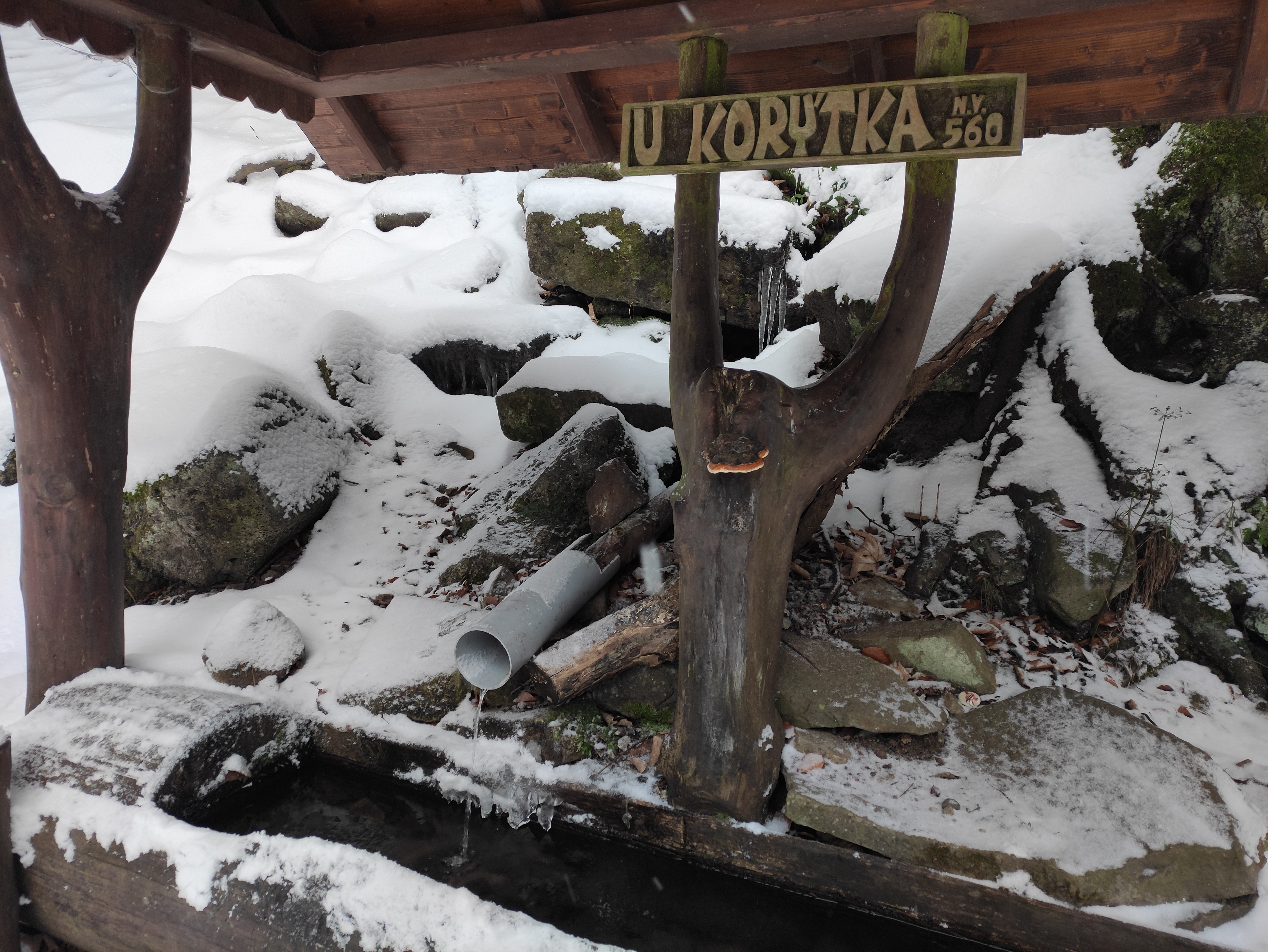
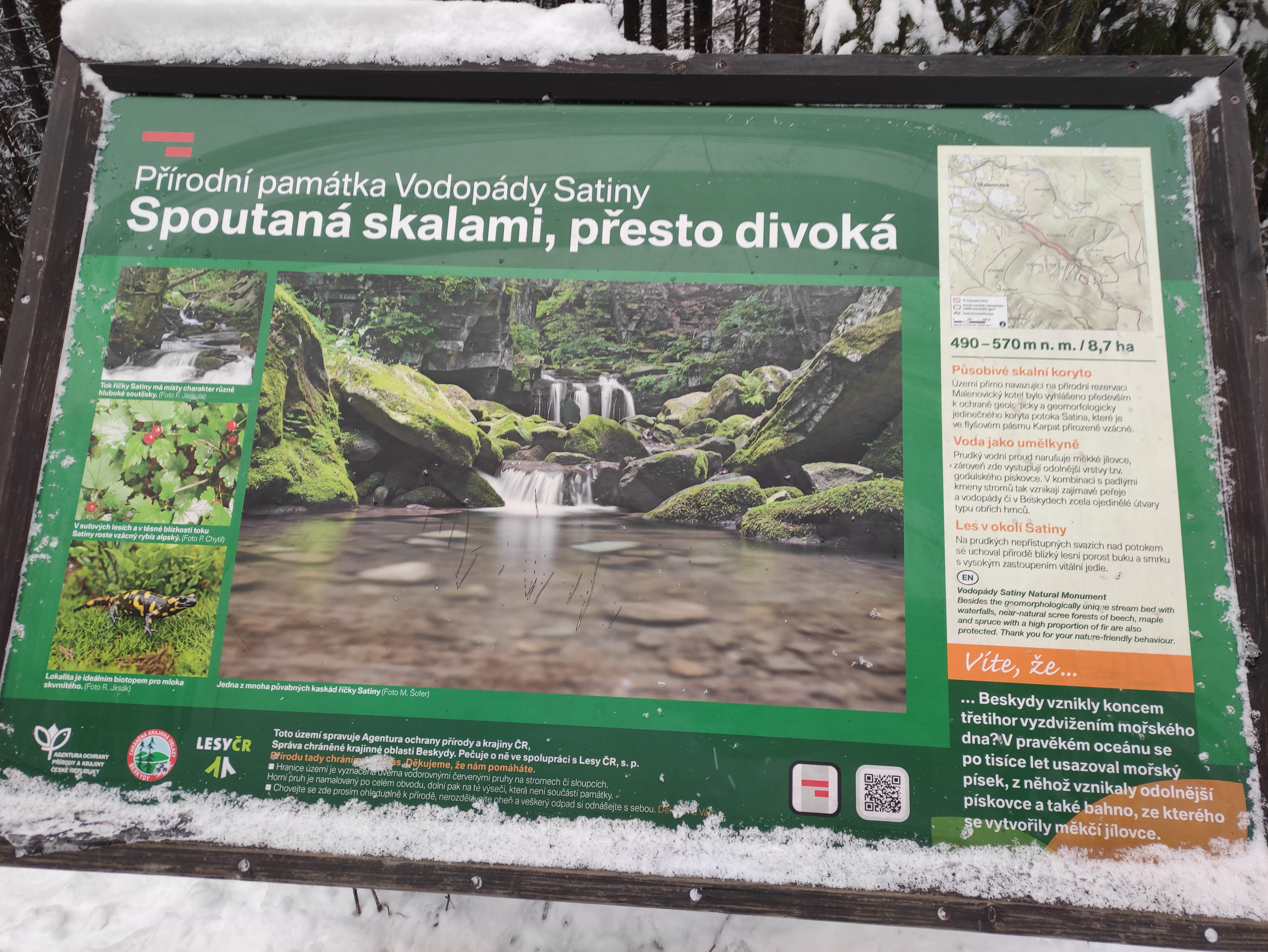